# Alta Via dei Parchi

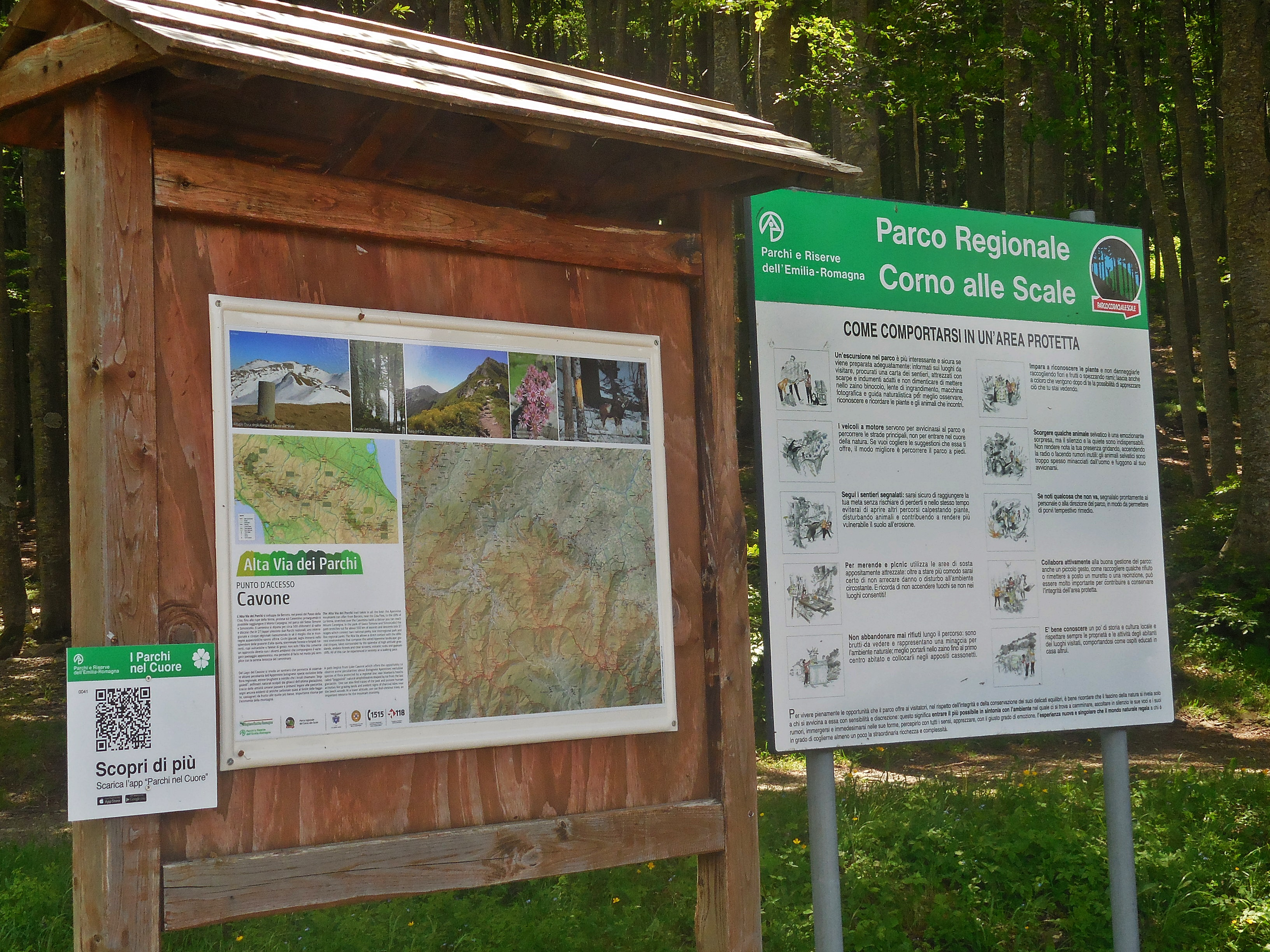

De Alta Via dei Parchi is een langeafstandswandelpad in Italië. De bewegwijzerde route van 500 kilometer in 27 etappes in de noordelijke Apennijnen loopt door Emilia-Romagna, Toscane en Marche. Het heet Pad van de parken omdat het verschillende regionale natuurparken en nationale parken aandoet. (Nationaal park Appennino Tosco-Emiliano, Nationaal park Foreste Casentinesi, Monte Falterona, Campigna)